# Woda lodowa
Woda lodowa – czynnik chłodzący stosowany w systemach chłodzenia (np. klimatyzacji). Może być to czysta woda lub z dodatkami przeciwko zamarzaniu, np. 30% roztwór glikolu etylenowego.
Temperatura wody lodowej wynosi ok. 6 °C.
Klimatyzatory oparte na wodzie lodowej stosowane są zazwyczaj w dużych instalacjach. W instalacjach tych freon jest tylko w stacji zewnętrznej, w której następuje wymiana ciepła z wodą, która jest pompowana do instalacji w pomieszczeniach. Układy wykorzystujące wodę lodową są mniej ryzykowne dla środowiska niż układy oparte na freonach.